# Tiago Jogo
Tiago Miguel Pinho Jogo (sinh ngày 23 tháng 4 năm 1991) là một cầu thủ bóng đá người Bồ Đào Nha thi đấu cho S.C. Olhanense ở vị trí tiền vệ.